# Rotzo
Rotzo är en ort och kommun i provinsen Vicenza i regionen Veneto i Italien. Kommunen hade 654 invånare (2018).